# Jurij I. Rakoczi
Jurij I. Rákóczi (madžarsko I. Rákóczi György), transilvanski knez, * 8. junij 1593, Szerencs, 11. oktober 1648, Gyulafehérvár.
Jurij I. Rákóczi, uravnovešen in razumen mož, kalvinist, je uspel nadaljevati zlato dobo kneževine Transilvanije, ki jo je začel Gabriel Bethlen. Na območju, kjer so se križali interesi muslimanskih Turkov in katoliških Habsburžanov, je ohranjal politično in gospodarsko stabilnost dežele in versko svobodo. Leta 1644 je na protestantski strani posegel v tridesetletno vojno in z mirom v Linzu (1645) dosegel, da je cesar Ferdinand III. priznal versko svobodo tudi protestantom v Kraljevi Ogrski. Ob njegovi smrti je bila kneževina Transilvanija na vrhuncu blaginje.

## Mladost in pot v politiko
Jurij je bil najstarejši sin barona Sigismunda Rákóczija, uspešnega vojaškega poveljnika v Kraljevi Ogrski, in njegove druge žene Ane Gerendi. Mati mu je umrla že leta 1595. 
Oče je enajstletnega poslal v Košice na dvor kneza Štefana Bočkaja, ki se je uprl Habsburžanom, gospodarjem Kraljeve Ogrske, in dobil oblast nad Zgornjo Ogrsko in večjim delom »prave Transilvanije«. Sigismund je s tem Bočkaju pokazal svojo naklonjenost. Bočkaj ga je septembra 1605 imenoval za guvernerja kneževine Transilvanije.
Že konec naslednjega leta pa je Bočkaj umrl. Pred smrtjo je za svojega naslednika imenoval Bálinta Drugetha, vojaškega poveljnika njegove vojske v Zgornji Ogrski. Toda transilvanski deželni zbor se je odločil drugače in je 12. februarja 1606 za kneza izvolil Jurjevega očeta, Sigismunda Rákóczija.
Za položaj kneza Transilvanije se je potegoval tudi eden najbogatejših plemičev v Bočkajevi vladavini, mladi Gabriel Bathory. Podporo je iskal tako pri turškemu sultanu kot pri cesarju, nazadnje pa se je z velikimi obljubami povezal z nelegalnimi ogrskimi hajduškimi četami; Sigismund Rákóczi se mu je moral marca 1608 umakniti s položaja transilvanskega kneza. Njegovo kratko vladane v Transilvaniji pa je bilo vendarle pomembno za ugled sina Jurija, saj se ni noben drug plemič mogel izkazati s knežjim poreklom. Septembra 1608 je Jurij Rákóczi na ogrskem zboru v Bratislavi nadomeščal svojega bolnega očeta. Bil je še na zboru, ko je oče umrl.
Ve se, da se je Jurij Rákóczi spomladi leta 1611 mudil na kraljevem dvoru v Pragi, da bi zaščitil svoje pravice dedovanja, ki so mu jih izpodbijali sorodniki. Ve se, da je sodeloval tudi z ogrskim palatinom Györgyem Thurzó v boju proti hajdukom.
Leta 1615 je bil Jurij imenovan za ispana (upravnika) dežele Borsod z glavnim mestom Miskolc (v Zgornji Ogrski)  in naslednje leto za kapitana kraljevega gradu v Ónodu. Poročil se je z bogato dedinjo Zsuzsanno Lorántffy. Nastanila sta se v Szerencsu in se kasneje preselila na njeno podedovano posest Sárospatak. Bila sta navdušena pristaša protestantizma. Jurij je bil tudi pristaš novega protestantskega kneza v Transilvaniji, Gabriela Bethlena.
Jurij je bil vodja protestantov v Kraljevi Ogrski. Ob uporu Čehov proti Habsburžanom, po praški defenestraciji, je vzpodbujal transilvanskega kneza Gabriela Bethlena, naj posreduje v korist protestantov. Sam je poleti 1619 začel najemati čete ogrskih hajdukov. Da bi preprečil sodelovanje med Jurijem in Bethlenom, je poveljnik kraljevih čet v Zgornji Ogrski (András Dóczy) v kraljevem imenu ponudil Jurijeve posesti Bethlenu. Namesto da bi sprejel ponudbo, je Bethlen sporočil Juriju, da se je odločil vdreti v Kraljevo Ogrsko.
Jurij je s svojimi četami odkorakal do Košic in 5. septembra 1619 prepričal pretežno protestantske meščane, da so mu odprli mestna vrata. Dan kasneje so njegovi hajduki mučili tri jezuite, ki se niso hoteli spreobrniti v kalvinizem (Marko Križevcanin, Stephen Pongracz in Melchior Grodeczki so bili kasneje proglašeni za svetnike). Za njim je (21. septembra) v Košice prispel tudi Bethlen in tam sklical zborovanje predstavnikov plemičev in meščanov. Predstavniki so 21. septembra izvolili Jurija za poveljnika Zgornje Ogrske.
Jurij je oktobra 1619 pregnal cesarsko vojsko, ki je oblegala Bratislavo. V novembru je poljski kralj Sigismund III. poslal svojemu bratrancu Ferdinandu II. pomoč. Pod poveljstvom Jurija Drugetha je konjenica kozakov vdrla v komitat Zemplín (najvzhodnejši del današnje Slovaške). Rakoczi jih je poskušal zaustaviti, a je bil poražen v bitki pri mestu Humenné (v Prešovskem okraju današnje Slovaške) Drugethova vojska je plenila po območju Košic, a mesta ni mogla zavzeti. Pred koncem leta se je vrnila na Poljsko.
8. novembra 1620 se je dogodila bitka na Beli gori, v kateri je bila protestantska vojska močno poražena. To je omogočilo cesarskim četam, da so v prvi polovici leta 1621 ponovno zavzele Zgornjo Ogrsko vse do Košic. Večina ogrskih plemičev se je spet pokorila cesarju, a Jurij Rákóczi je ostal lojalen Bethlenu. Ko so Bethlenovi nasprotniki zavzeli trdnjavo Fiľakovo (danes na jugu osrednje Slovaške) jo je Jurij aprila 1621 oblegal, a je ni mogel zavzeti.
Avgusta 1621 je Bethlen prešel v protiofenzivo. Jurij se mu je pridružil in sodeloval pri obleganju Bratislave. Jurij je ostal v Bethlenovi službi vse do njegove smrti 15. novembra 1629.

## Transilvanski knez
Po krajšem obdobju nestabilnosti, ko sta v Transilvaniji vladala Bethlenova žena Katarina in njegov brat Štefan, je transilvanski deželni zbor 1. decembra 1630 v mestu Sighișoara Jurija izvolil za novega kneza Transilvanije.
Jurij je v vsem nadaljeval Bethlenovo politiko. Značajsko uravnoteženemu in razumnemu knezu je uspelo obdržati notranjo politično in gospodarsko stabilnost dežele, versko strpnost in nadaljevati s pospeševanjem znanja in kulture. Z ženo sta ustanovila v Sárospataku protestantski kolegij, na katerega sta vabila znane učitelje, kot je bil Johann Amos Comenius. Tudi kolegiji v Albi Iulii, Oradei in Debrecenu so v tistem času cveteli. Juriju je uspelo podaljšati transilvansko zlato dobo do konca svojega vladanja.
Jurij je v zunanji politiki izkoriščal tedanje politične stiske Habsburžanov in večkrat z vojsko vdrl v Kraljevo Ogrsko. Leta 1640 je sklenil zavezništvo s poljskim kraljem Sigismundom III. v boju proti Turkom. Leta 1643 je s švedsko kraljico Kristino in francoskim kraljem Ludvikom XIII. sklenil pogodbo o medsebojni pomoči. Leta 1644 je posegel v tridesetletno vojno; napovedal je vojno cesarju Ferdinandu III. in s 30.000 vojaki vdrl v Kraljevo Ogrsko. Zavzel je Trnavo in se pri obleganju Brna priključil švedski vojski. Načrtoval je pohod proti Dunaju in bil že blizu Bratislave, ko mu je turški sultan, njegov nazivni nadrejeni, ukazal, da mora pohod končati. Z zasedbo velikih območij Ogrske je prisilil cesarja, da sta 16. decembra 1645 v Linzu sklenila verski mir, ki je prinesel protestantom v Kraljevi Ogrski versko svobodo in vrnitev odvzetih jim cerkva. Verska svoboda je veljala tudi za tlačane. Sedem ogrskih komitatov, ki jih je imel že Bethlen, je spet pripadalo kneževini Transilvaniji do konca Jurijevega življenja. Njemu in naslednikom je bil priznan naziv državnega kneza. Njegov sin Jurij II. je bil že leta 1642 imenovan za kneza.
Ob koncu tridesetletne vojne je bil ugled Transilvanije tolikšen, da je bila ena izmed sopodpisnic vestfalskih mirovnih pogodb. Ob Rákóczijevi smrti je bila kneževina na vrhuncu blaginje, ki pa se je končala takoj, ko je zavladal njegov sin Jurij II. Rákóczi (1648-60).

## Družina
Jurij in njegova žena Zsuzsanna Lorántffy (1600-1660), ki so jo sodobniki imeli za »kalvinistično babico«, sta živela v zglednem zakonu. Imela sta otroke:
- Samuel (1617-1618)
- Jurij II. (1621-1660), naslednik kot knez Transilvanije , ⚭ 1643 Somlyói Báthory Zsófia
- Sigismund (1622-1652) ⚭ 1651 Henriette von der Pfalz
- Franc (1624-1632)